# Hôtel de ville de Wetherby

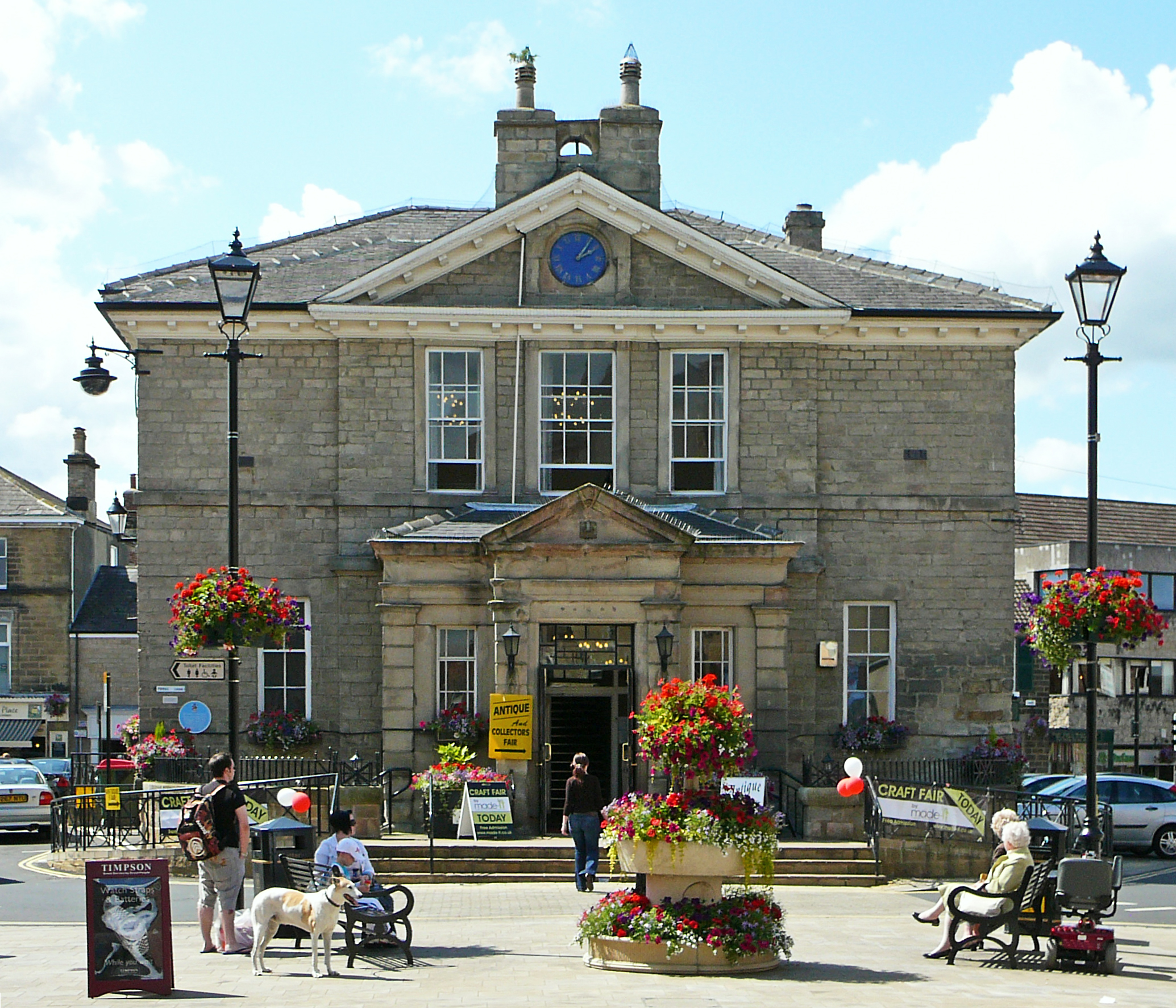
Hôtel de ville de Wetherby.

L'hôtel de ville de Wetherby (Wetherby Town Hall en anglais) est le siège du conseil municipal de Wetherby (Wetherby Town Council) et de ses services. L'hôtel de ville, situé dans la ville de Wetherby, dans le Nord de l'Angleterre.  Il a été construit en 1845.

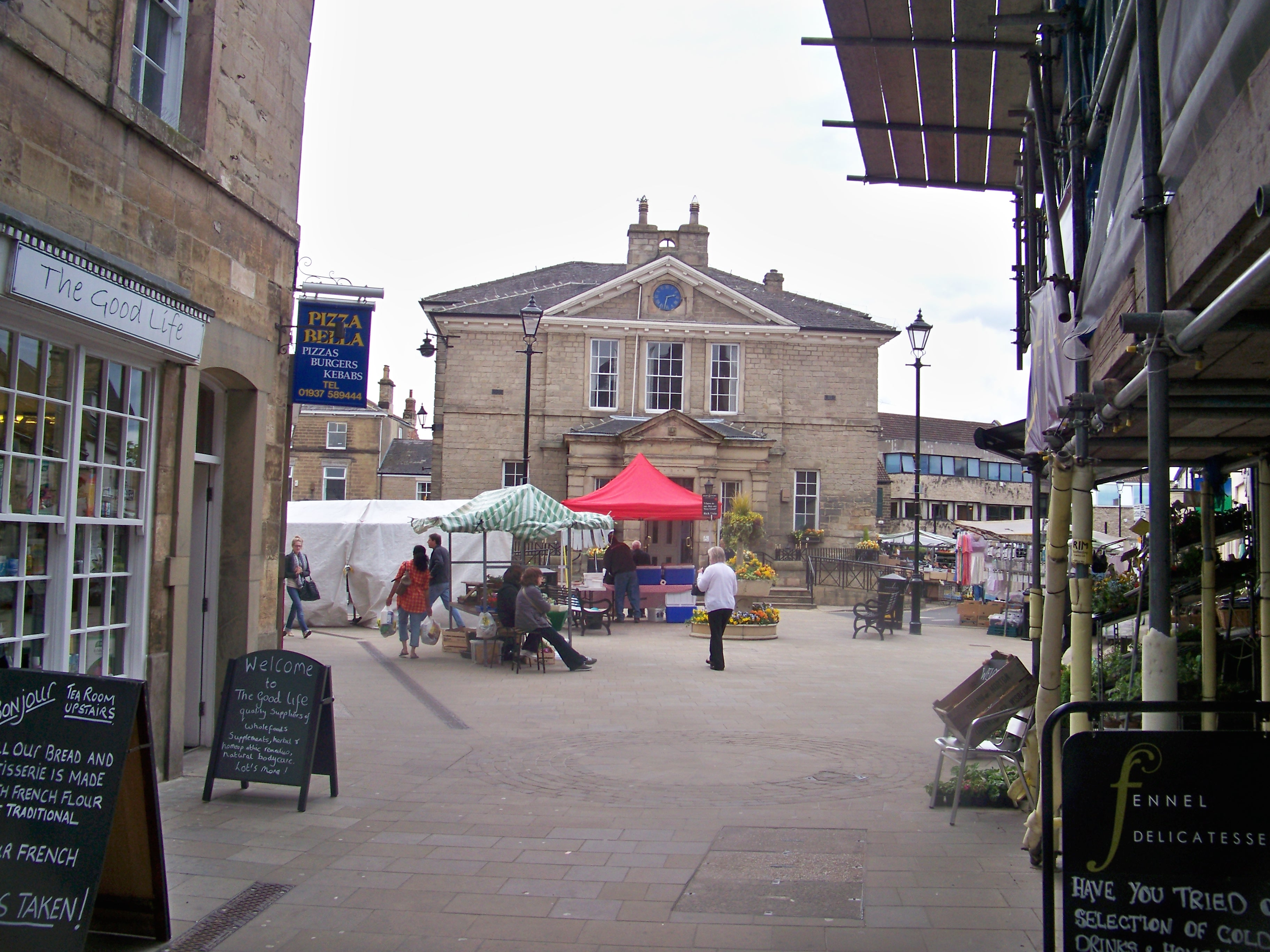
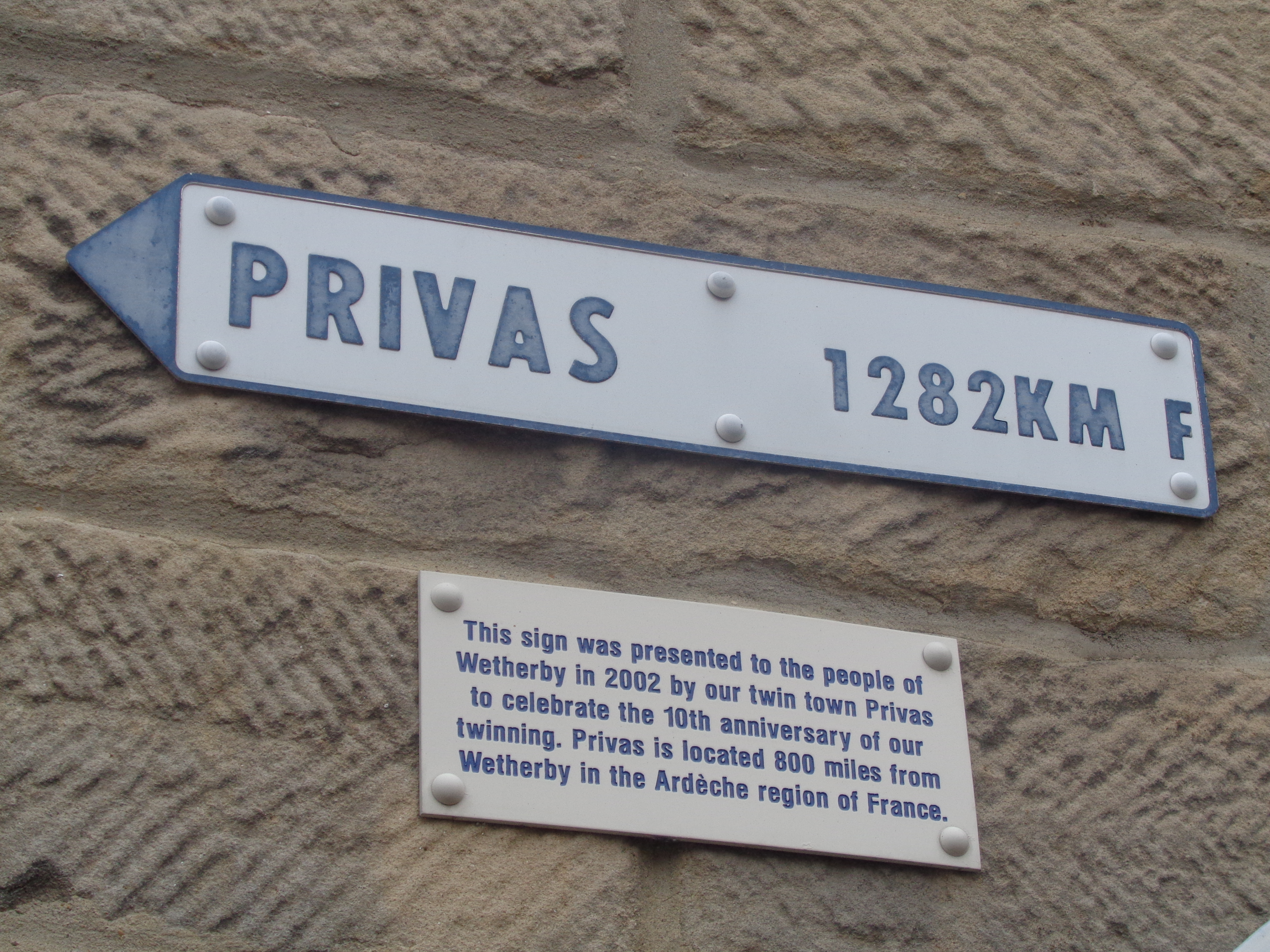
'Privas 1 282 km'